# ATP Challenger Tallahassee
Das ATP Challenger Tallahassee (offizieller Name: Tallahassee Tennis Challenger) ist ein seit 2000 jährlich stattfindendes Tennisturnier in Tallahassee, in den Vereinigten Staaten. Es ist Teil der ATP Challenger Tour und wird im Freien seit der Saison 2013 auf Sand ausgetragen. Zuvor wurde auf DecoTurf gespielt. Bobby Reynolds ist mit zwei Siegen in der Doppelkonkurrenz und einem Sieg in der Einzelkonkurrenz der bisher erfolgreichste Spieler des Turniers.

## Liste der Sieger

### Einzel
| Jahr | Sieger             | Finalgegner         | Ergebnis             |
| ---- | ------------------ | ------------------- | -------------------- |
| 2025 | Chris Rodesch      | Emilio Nava         | 4:6, 6:3, 6:4        |
| 2024 | Zizou Bergs (2)    | Mitchell Krueger    | 6:4, 7:69            |
| 2023 | Zizou Bergs (1)    | Wu Tung-lin         | 7:5, 6:2             |
| 2022 | Wu Tung-lin        | Michael Mmoh        | 6:3, 6:4             |
| 2021 | Jenson Brooksby    | Björn Fratangelo    | 6:3, 4:6, 6:3        |
| 2020 | abgesagt           | abgesagt            | abgesagt             |
| 2019 | Emilio Gómez       | Tommy Paul          | 6:2, 6:2             |
| 2018 | Noah Rubin         | Marc Polmans        | 6:2, 3:6, 6:4        |
| 2017 | Blaž Rola          | Ramkumar Ramanathan | 6:2, 6:76, 7:5       |
| 2016 | Quentin Halys      | Frances Tiafoe      | 6:76, 6:4, 6:2       |
| 2015 | Facundo Argüello   | Frances Tiafoe      | 2:6, 7:65, 6:4       |
| 2014 | Robby Ginepri      | Frank Dancevic      | 6:3, 6:4             |
| 2013 | Denis Kudla        | Cedrik-Marcel Stebe | 6:3, 6:3             |
| 2012 | Tim Smyczek        | Frank Dancevic      | 7:5 aufgg.           |
| 2011 | Donald Young       | Wayne Odesnik       | 6:4, 3:6, 6:3        |
| 2010 | Brian Dabul        | Robby Ginepri       | 4:6, 4:0 aufgg.      |
| 2009 | John Isner         | Donald Young        | 7:5, 6:4             |
| 2008 | Bobby Reynolds     | Robert Kendrick     | 5:7, 6:4, 6:3        |
| 2007 | Jo-Wilfried Tsonga | Rik De Voest        | 6:1, 6:4             |
| 2006 | Mardy Fish         | Zack Fleishman      | 7:5, 7:66            |
| 2005 | Brian Vahaly (2)   | Justin Gimelstob    | 6:4, 6:0             |
| 2004 | Cecil Mamiit       | Björn Rehnquist     | 6:4, 4:6, 7:5        |
| 2003 | Paul Goldstein     | Alex Kim            | 2:6, 6:2, 4:0 aufgg. |
| 2002 | Brian Vahaly (1)   | Justin Gimelstob    | 7:65, 6:4            |
| 2001 | Ramón Delgado      | Justin Gimelstob    | 7:5, 6:3             |
| 2000 | Jeff Salzenstein   | Kevin Kim           | 6:3, 6:2             |

### Doppel
| Jahr | Sieger                                | Finalgegner                               | Ergebnis                           |
| ---- | ------------------------------------- | ----------------------------------------- | ---------------------------------- |
| 2025 | Liam Draxl Cleeve Harper              | Jamie Cerretani George Goldhoff           | 6:2, 6:3                           |
| 2024 | Simon Freund Johannes Ingildsen       | William Blumberg Luis David Martínez      | 7:5, 7:64                          |
| 2023 | Federico Agustín Gómez Nicolás Kicker | William Blumberg Luis David Martínez      | 7:62, 4:6, [13:11]                 |
| 2022 | Gijs Brouwer Christian Harrison       | Diego Hidalgo Cristian Rodríguez          | 4:6, 7:5, [10:6]                   |
| 2021 | Orlando Luz Rafael Matos              | Sekou Bangoura Donald Young               | 7:62, 6:2                          |
| 2020 | abgesagt                              | abgesagt                                  | abgesagt                           |
| 2019 | Roberto Maytín Fernando Romboli       | Thai-Son Kwiatkowski Noah Rubin           | 6:2, 4:6, [10:7]                   |
| 2018 | Robert Galloway Denis Kudla           | Enrique López Pérez Jeevan Nedunchezhiyan | 6:3, 6:1                           |
| 2017 | Scott Lipsky (2) Leander Paes         | Máximo González Leonardo Mayer            | 4:6, 7:65, [10:7]                  |
| 2016 | Dennis Novikov (2) Julio Peralta (2)  | Peter Luczak Marc Polmans                 | 3:6, 6:4, [12:10]                  |
| 2015 | Dennis Novikov (1) Julio Peralta (1)  | Somdev Devvarman Sanam Singh              | 6:2, 6:4                           |
| 2014 | Ryan Agar Sebastian Bader             | Björn Fratangelo Mitchell Krueger         | 6:4, 7:63                          |
| 2013 | Austin Krajicek Tennys Sandgren       | Greg Jones Peter Polansky                 | 1:6, 6:2, [10:8]                   |
| 2012 | Martin Emmrich Andreas Siljeström     | Artem Sitak Blake Strode                  | 6:2, 7:64                          |
| 2011 | Vasek Pospisil Bobby Reynolds (2)     | Gō Soeda James Ward                       | 6:2, 6:4                           |
| 2010 | Stephen Huss Joseph Sirianni          | Robert Kendrick Bobby Reynolds            | 6:2, 6:4                           |
| 2009 | Eric Butorac Scott Lipsky (1)         | Colin Fleming Ken Skupski                 | 6:1, 6:4                           |
| 2008 | Rajeev Ram Bobby Reynolds (1)         | Robert Kendrick Ryan Sweeting             | kampflos                           |
| 2007 | Izak van der Merwe Wesley Whitehouse  | John Paul Fruttero Mirko Pehar            | 6:3, 6:4                           |
| 2006 | Rik De Voest Glenn Weiner             | Tripp Phillips Bobby Reynolds             | 3:6, 6:3, [10:0]                   |
| 2005 | Robert Lindstedt Alexander Peya       | Goran Dragicevic Mirko Pehar              | 6:2, 7:5                           |
| 2004 | Matías Boeker Noam Okun               | Mark Hlawaty Brad Weston                  | 6:73, 6:3, 6:4                     |
| 2003 | nach dem Viertelfinale abgebrochen    | nach dem Viertelfinale abgebrochen        | nach dem Viertelfinale abgebrochen |
| 2002 | Levar Harper-Griffith Jeff Williams   | Huntley Montgomery Brian Vahaly           | 6:3, 4:6, 6:4                      |
| 2001 | Matthew Breen Lee Pearson             | Brandon Hawk Robert Kendrick              | 6:4, 6:2                           |
| 2000 | Mark Knowles Mark Merklein            | Kelly Gullett Brandon Hawk                | 7:63, 6:2                          |